# Уайетт Эрп (фильм)
«Уайетт Эрп» (англ. Wyatt Earp, 1994) — американский кинофильм-вестерн режиссёра Лоуренса Кэздана, номинант на премию «Оскар» (за кинооператорское мастерство).

## Сюжет
Биографический фильм (не полностью соответствующий действительности) о легендарном шерифе Уайетте Эрпе. Эпическое повествование о его жизни начинается, когда он, ещё мальчишкой, мечтающий о военных подвигах, пытается убежать на фронт во время Гражданской войны, а заканчивается, когда он вспоминает со своей супругой своё прошлое, плывя на пароходе к берегам Аляски.

## В ролях
- Кевин Костнер — Уайетт Эрп
- Деннис Куэйд — Док Холлидей
- Джин Хэкмен — Николас Портер Эрп
- Дэвид Эндрюс — Джеймс Эрп
- Линден Эшби — Морган Эрп
- Джефф Фэйи — Айк Клэнтон
- Джоанна Гоинг — Джози Маркус
- Марк Хэрмон — Джонни Бехан
- Майкл Мэдсен — Вирджил Эрп
- Кэтрин О’Хара — Элли Эрп
- Билл Пуллман — Эд Мастерсон
- Изабелла Росселлини —  Кейт большой нос
- Том Сайзмор — Бэт Мастерсон
- Джобет Уильямс — Бесси Эрп
- Мэр Уиннингэм — Мэтти Блейлок
- Джеймс Гэммон — мистер Сатерленд
- Карен Грассл — миссис Сатерленд
- Рекс Линн — Фрэнк Маклаури
- Габриэль Фолзе — Билли Клэнтон
- Рэндл Мелл — Джон Клум
- Адам Болдуин — Том Маклаури
- Аннабет Гиш — Урилла Сатерленд
- Льюис Смит — Кёрли Билли Бросиус
- Бетти Бакли — Вирджиния Эрп
- Элисон Эллиотт — Лу Эрп
- МакКензи Астин — Францис О`Рук
- Джеймс Кэвизел — Уоррен Эрп
- Теа Леони — Салли
- Мартин Коув — Эд Росс
- Джек Келер — Боб Хэтч
- Крис Камм — Билли Клейборн
- Бутс Сауферлэнд — Фредерик Уайт
- Джон Лоуор — судья Спайсер
- Скотт Пол — юный Морган
- Бретт Каллен — Сэдли Трамп

## Награды и номинации
- 1995 — награда Spur Award («Western Writers of America») за лучший драматический сценарий (Лоуренс Кэздан, Дэн Гордон).
- 1995 — премия «Золотая малина» за худшую мужскую роль (Кевин Костнер).
- 1995 — премия «Золотая малина» за худший римейк или сиквел (Кевин Костнер, Лоуренс Кэздан, Джим Уилсон).
- 1995 — номинация на премию «Золотая малина» за худшую режиссуру (Лоуренс Кэздан).
- 1995 — номинация на премию «Золотая малина» за худший фильм (Кевин Костнер, Лоуренс Кэздан, Джим Уилсон).
- 1995 — номинация на премию «Золотая малина» за худший актёрский дуэт (Кевин Костнер и каждая из его трех жён).
- 1995 — номинация на премию «Американского общества кинооператоров» за выдающиеся заслуги в кинематографе (Оуэн Ройзман).
- 1995 — номинация на премию «Оскар» за лучшую операторскую работу (Оуэн Ройзман).